# Amblyptila cynanchi
Amblyptila cynanchi es una polilla de la familia Gracillariidae. Se distribuye por Sudáfrica.
La larva se alimenta de especies del género Cynanchum (Cynanchum ellipticum y Cynanchum obtusifolium). Son minadores de las hojas de sus plantas huésped. El minado tiene forma, irregularmente redonda u ovalada y transparente, de una moderada mancha blancuzca.